# او-شیطان
او-شیطان (به انگلیسی: She-Devil) یا شیطان مؤنث فیلمی محصول سال ۱۹۸۹ و به کارگردانی سوزان سایدلمن است. در این فیلم بازیگرانی همچون مریل استریپ، روزان بار، اد بیگلی. جی آر، سیلویا مایلز، لیندا هانت، آ مارتینز، ماریا پیتلو، جون گیبل ایفای نقش کرده‌اند.